# لورا كريستنسن
لورا كريستنسن (بالدنماركية: Laura Christensen)‏ هي ممثلة دانمركية، ولدت في 26 يناير 1984 في الدنمارك.

## أعمال

### أفلام
- (2005) لعبة الملك
- (2013) شبق[2]

### مسلسلات
- بلا قلب

## وصلات خارجية
- لورا كريستنسن على موقع IMDb (الإنجليزية)
- لورا كريستنسن على موقع ألو سيني (الفرنسية)
- لورا كريستنسن على موقع أول موفي (الإنجليزية)
- لورا كريستنسن على موقع قاعدة بيانات الأفلام السويدية (السويدية)
- لورا كريستنسن على موقع قاعدة بيانات الفيلم (الإنجليزية)
- لورا كريستنسن على موقع كينوبويسك (الروسية)